# Igor Iuzefovici
Igor Iuzefovici (în rusă Игорь Юзефович; n. 12 martie 1968, raionul Drochia, RSS Moldovenească, URSS) este un sportiv, persoană publică și om de afaceri moldovean și rus. A fost vicepreședinte al Uniunii Europene de Taekwondo⁠(en)[traduceți].

## Biografie
S-a născut în satul Șalvirii Vechi din raionul Drochia, RSS Moldovenească (actualmente în R. Moldova). În 1989, după  efectuarea serviciului militar, este admis la Universitatea de Stat de Medicină „Nikolai Burdenko” din Voronej. În paralel cu studiile, a practicat și artele marțiale orientale, inclusiv taekwondoul. 
În 1999 obține titlul de doctor în științe și activeză la Institutul de Tehnologii Avansate din Voronej. Ulterior, studiază la Universitatea de Finanțe de pe lângă Guvernul Federației Ruse și la Academia Rusă pentru Servicii de Stat de pe lângă Președinție.
În anii 2004-2009 a fost șef adjunct al Direcției principale a Serviciului federal rus de înregistrare din regiunea Voronej. În 2009 a devenit director al companiei „Expatel”.
Din aprilie 2012, este șeful Federației WT Taekwondo din Republica Moldova. În decembrie 2016, a fost ales în comitetul executiv al Uniunii Ruse de Taekwondo.
În 2017 a fost distins cu „Diploma Parlamentului Republicii Moldova”.